# Takasindu
 (avril 2023).
Takasindu (en népalais : टाक्सिन्दु) est un comité de développement villageois du Népal situé dans le district de Solukhumbu. Au recensement de 2011, il comptait 2 177 habitants.